# 片倉財閥

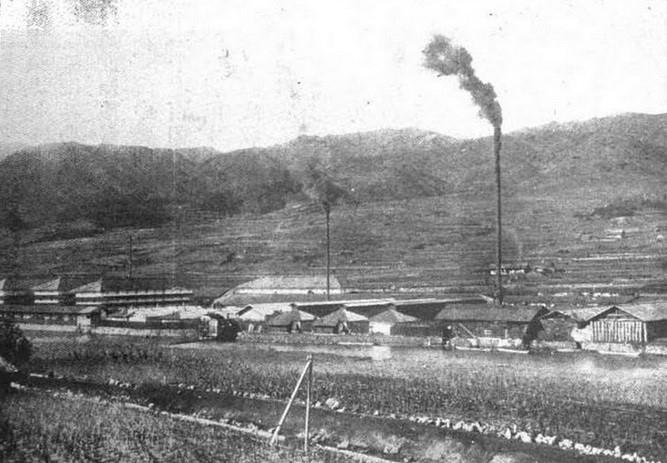
片倉組の本部が置かれた川岸製糸所（長野県諏訪郡川岸村）

片倉財閥（かたくらざいばつ、英語: Katakura Zaibatsu）は、日本にかつて存在した財閥。長野県での製糸業を基盤に財を成した。

## 概要
1873年（明治6年）、片倉市助が長野県諏訪郡川岸村（現在の岡谷市）で座繰り（ざぐり）製糸を開始したのを嚆矢とする。
「シルクエンペラー」と呼ばれた二代目片倉兼太郎（片倉佐一）の手により、製糸業から発展。1895年（明治28年）に片倉組を設立し、東京京橋に進出。以降、業容を拡大し、一財閥を形成した。
太平洋戦争後の財閥解体で解散となる。

## 片倉一族
- 片倉市助
- 片倉権助 - 市助の弟
- 片倉兼太郎初代 - 市助の子
- 片倉光治 - 市助の子
- 今井五介 - 市助の三男
- 片倉兼太郎 (2代目) - 市助の四男。旧名・宗広、佐一。妻は権助の娘
- 片倉兼太郎 (3代目) - 2代目兼太郎の長男。旧名・脩一
- 今井真平 - 五介の長男。松本銀行頭取
- 今井五六 - 五介の子
- 片倉武雄 - 光治の二男。片倉江津製糸社長
- 片倉三平 - 光治の三男。2代目兼太郎の娘婿
- 武井方介 - 光治の四男。片倉工業取締役。武井覚太郎の娘婿
- 片倉俊太郎 - 権助の長男。子に片倉勝衛（片倉生命社長）、片倉直人(同取締役、尾沢福太郎の娘婿)

## 各企業の動向
製造部門においては、祖業ともいえる製糸業を主力としていた。片倉組を経て片倉製糸紡績となり、同じく信州（長野県）で製糸業を営む尾澤福太郎の尾澤組と経営統合を果たすなど、会社の規模が急速に拡大した。多数の関連会社を有するようになり、最終的に日本国内の製糸所のうち7割以上を手中に収めていた。さらに、官立富岡製糸場の流れを汲む原善一郎の原富岡製糸所が、独立会社である富岡製糸所に移行すると、その筆頭株主となって経営権を握り、最終的に片倉工業富岡工場としていた。その後、同工場を閉業したものの「売らない、貸さない、壊さない」の方針を堅持し、維持管理に努めた。良好な保存状態が保たれる中で世界遺産登録を目指す機運が高まったことから、2005年に富岡市に同工場を寄贈することになった。また、紡績業にも進出しており、安藤與惣次郎の福島精練製糸に端を発する日東紡績を傘下に収めている。なお、日本で初めてガラス繊維やロックウールの工業化に成功したことから、主力商品が繊維製品からガラス・土石製品に変わっている。化学工業にも進出しており、養蚕用桑園の肥料を製造するため日支肥料を設立し、片倉米穀肥料、片倉化学工業を経て八洲産業となったが、財閥解体により片倉工業から切り離されることになった。その後、社名を片倉肥料、片倉チッカリンとするなど、切り離されて以降も「片倉」の名を残していたが、現在では全国農業協同組合連合会が筆頭株主を務める片倉コープアグリとして営業を続けている。
金融部門においては保険業に進出している。生命保険会社としては、片倉生命保険を設立している。しかし、1942年に日産コンツェルン傘下の日産生命保険に吸収合併されることになった。その後、相互会社化するためいったん日新生命保険となったが、改称により再び日産生命保険となった。1997年に経営破綻し、保険契約は受け皿会社となるあおば生命保険に移転した。2005年2月1日、プルデンシャル生命保険に吸収合併され、あおば生命保険は消滅した。損害保険会社としては、藤山要吉の小樽貨物火災保険を前身とする富国火災海上保険を傘下に収めている。大倉財閥傘下の大倉火災海上保険に吸収合併され、さらに千代田火災保険と合併したことから、大倉千代田火災海上保険となり、のちに改称により千代田火災海上保険となった。その後、多くの合併を経てあいおいニッセイ同和損害保険となり、二木会および白水会に参加する三井住友海上火災保険との経営統合により、MS&ADインシュアランスグループを構成している。
片倉財閥や片倉家を流れをくむ現存企業としてはこの他、片倉興産が「かたくら諏訪湖ホテル」（長野県諏訪市）を経営している。 

## 社会に対する貢献
創立50年を記念して、温泉施設である片倉館を建設した。片倉財閥が解体されたのちも、同名の一般財団法人が施設の運営を手掛けている。そのため、温泉施設は現役で利用されている。一部は国の重要文化財に指定されている。
また、埼玉県にて財団法人として片倉学園を創設し、片倉学園工農学校を設置・運営した。その後、片倉学園中学校、片倉学園高等学校などを設置したが、太平洋戦争後は大宮市に移管され大宮市立大宮中学校、埼玉県大宮第一高等学校となった。新制高等学校については、現在の埼玉県立大宮高等学校に該当する。
同様に、長野県では、松本戊戌商業学校を設置・運営していた財団法人が経営難に陥っていたことから、財団法人として「私立松本商業学校」を発足させ、松本戊戌商業学校を移管させて校名を松本商業学校に変更した。その後、財団法人の名称も校名と同じく「松本商業学校」に改称した。太平洋戦争後、同校を設置・運営していた財団法人は、学校法人である松商学園に改組された。松本商業学校は、現在の松商学園高等学校に該当する。

## 傘下企業・団体
- 財団法人片倉学園
- 片倉工業株式会社
- 片倉生命保険株式会社
- 東亜栄養化学工業株式会社
- 東亜ゴム工業株式会社
- 日東紡績株式会社
- 日本機械工業株式会社
- 富国火災海上保険株式会社
- 財団法人松本商業学校
- 株式会社美篶商会

## 在籍した人物

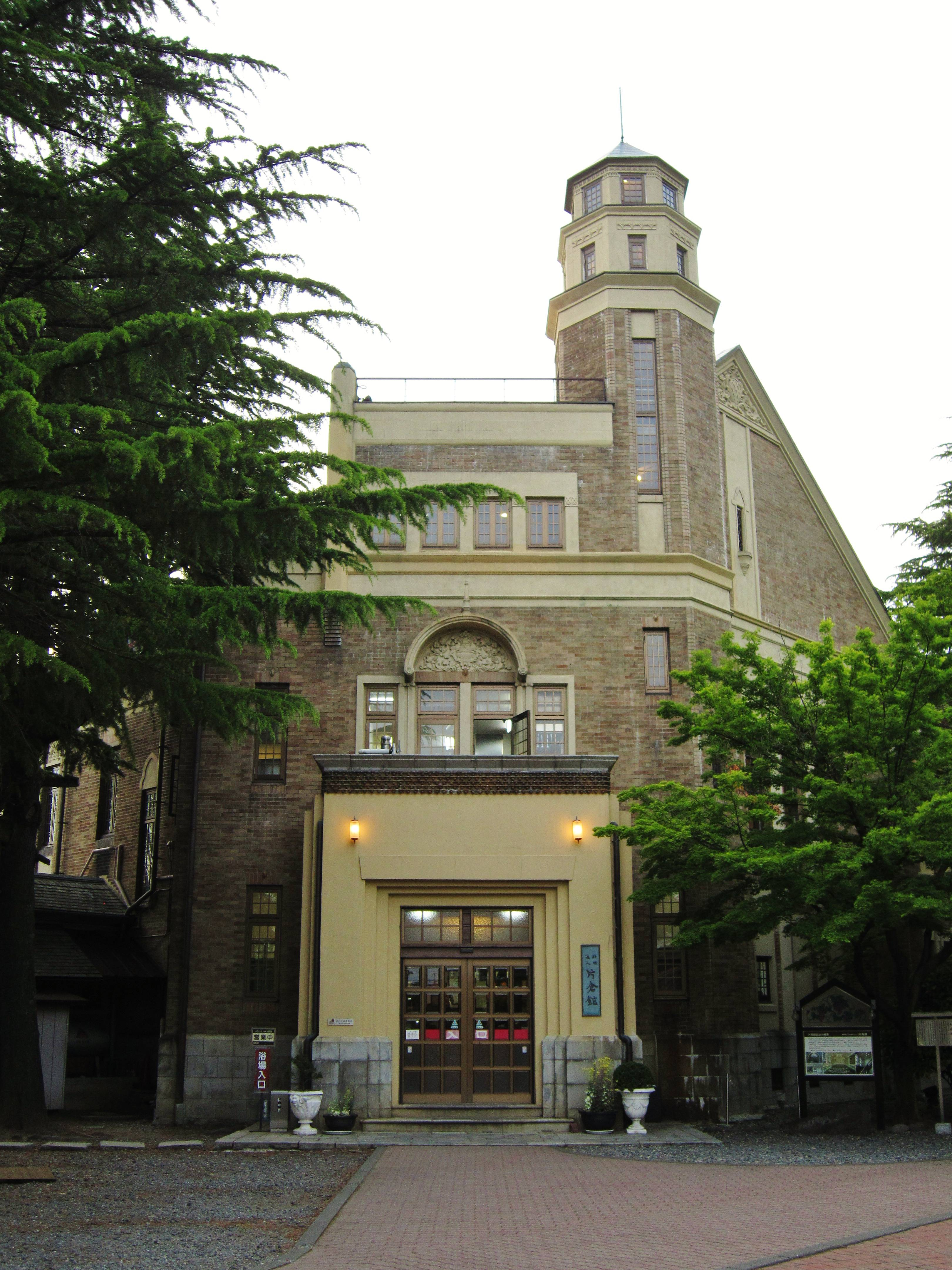
片倉館

- 尾澤福太郎 - 弟嫁、娘婿（二女の夫）が片倉一族
- 尾澤虎雄 - 福太郎の娘婿（長女の夫）
- 尾澤金一 - 福太郎の孫
- 丸尾文治